# Stare Mieczysławy
Stare Mieczysławy – uroczysko; dawna miejscowość w Polsce, położona w województwie warmińsko-mazurskim, w powiecie ostródzkim, w gminie Miłakowo.
Obecnie na obszarze obrębu geodezyjnego wsi Nowe Mieczysławy.
W roku 1973, jako niezamieszkany przysiółek, Stare Mieczysławy należały do powiatu morąskiego, gmina i poczta Miłakowo.